# Mizoram Premier League
Die Mizoram Premier League (auch  Mahindra Two Wheelers Mizoram Premier League) ist die höchstklassige Liga im indischen Bundesstaat Mizoram, national ist diese Liga die dritthöchste im indischen Fußball. Geführt wird die Liga von der Mizoram Football Association.

## Organisation
In der Saison 2012 hatte die Liga acht Vereine. Die vier Vereine, die sich automatisch für die Mizoram Premier League qualifizierten, waren Dinthar FC, FC Kulikawn, Mizoram FC und Luangmual F.C. In einem Playoff-System wurden die restlichen vier Teams ermittelt. Nach Abschluss einer Saison erhält der Meister 500.000 Rupien, was umgerechnet etwa 6.400 Euro sind.
Die Hauptspielorte befinden sich im Rajiv Gandhi Stadium Mualpui und in Lammual.

## Berichterstattung
Im Juni 2012 wurde verkündet, dass die Mizoram Football Association einen Fünf-Jahres-Vertrag mit ZONET Cable TV unterschrieben hat. Der Vertrag wurde von Ligapräsident Lal Thanzara unterschrieben und ist der lukrativste Sportvertrag im Nordosten Indiens.

## Sonstiges
Bekannt wurde die relativ neue und unbekannte Liga durch den Tod eines Spielers. Im Spiel der Teams Bethlehem Vengthlang FC und Chanmari West FC starb Mittelfeldspieler Peter Biaksangzuala durch seinen Torjubel. Beim Versuch den Salto von Miroslav Klose zu imitieren, fiel er unglücklich auf den Hinterkopf und starb daraufhin im Krankenhaus.